# Castelfidardo
Castelfidardo és un comune (municipi) de la província d'Ancona, a la regió italiana de les Marques. A 1 de gener de 2019 la seva població era de 18.683 habitants.
Castelfidardo limita amb els següents municipis: Camerano, Loreto, Numana, Osimo, Recanati, Sirolo i Porto Recanati.